# H.E. Ato Newaye-Christos
H.E. Ato Newaye-Christos, född 1855 i Addis Abeba, död 1916 på samma ort, grundade år 1906 National Bank of Ethiopia, som blev en av Afrikas största centralbanker. Han blev en av Etiopiens rikaste personer.